# Carolina Barco
María Carolina Barco Isakson és una política i diplomàtica colombiana, nascuda en 1951 a Boston, Massachusetts, Estats Units. Filla del President Virgilio Barco (1986-1990). Ha estat Ministra de Relacions Exteriors i Ambaixadora davant els Estats Units.

## Biografia
Barco va viure la seva joventut i adolescència en l'exterior, obtenint el títol de Bachelor of Arts en Sociologia i Ciències Econòmiques pel Wellesley College en 1973 i un màster en planejament urbà en 1975 per la Universitat Harvard. En 1984 va obtenir un màster en direcció i administració d'empreses per l'Institut d'empreses de Madrid, Espanya.
Ha treballat sempre en el sector públic, sent des de finals de la dècada del 1970, consultora en planejament urbà al servei de l'Alcaldia de Caracas (Veneçuela), Alcaldia de Bogotà, Alcaldies de municipis limítrofs a la capital (Cajicá, Cogua, Subachoque i Zipaquirá). En la dècada del 1990 el seu prestigi com a investigadora la porta a fer estudis pel PNUD i els Ministeris de Desenvolupament Econòmic, Medi ambient i Cultura fins que en 1998 l'Alcalde Major de Bogotà, Enrique Peñalosa, la designa Directora Districtal de Planejament, càrrec que exerceix fins a finalitzar el mandat d'alcaldessa al desembre del 2001.

### Ambaixadora de Colòmbia als Estats Units
En 2002 el President electe Álvaro Uribe Vélez la va designar Ministra de Relacions Exteriors de Colòmbia, destacant-se durant tot el quadrienni com una funcionària estrella, mantenint una sòlida relació principalment amb els Estats Units. En 2006, després de la renúncia de l'ex president Andrés Pastrana a l'ambaixada en aquest país, Barco és nomenada en el seu reemplaçament, exercint el càrrec fins que va ser reemplaçada com a ambaixadora per Gabriel Silva.